# Tankō Bushi

La canzone ha avuto origine dalla miniera di carbone di Miike, prefettura di Fukuoka

Tankō Bushi (in giapponese:炭坑節) è una canzone popolare giapponese.
Il brano tratta delle miniere di carbone, e in particolare si riferisce alla vecchia miniera di carbone di Miike sull'isola di Kyūshū. È una canzone comunemente eseguita nelle danze della Obon. La versione moderna della canzone fu registrata in Giappone nel 1932.

## Testo e traduzione
| Traslitterazione giapponese | Traduzione italiana |
| --- | --- |
| Tsuki ga deta deta Tsuki ga deta, a yoi yoi Miike Tankō no ue ni deta Anmari entotsu ga takai no de Sazoya otsukisan kemutakaro Sa no yoi yoi | La luna è uscita fuori, Oh, La luna è fuori, sollevate il kakegoe Sopra la miniera di carbone di Miike la luna è uscita fuori. Il camino è così alto, Mi domando se la luna si soffoca con il fumo Heave ho! |

La versione moderna di Tankō Bushi sostituisce il testo Miike Tankō (Miniera di Miike) con "uchi no oyama," che significa qualcosa di più generale come le nostre montagne o le nostre pianure, dato che la miniera di Miike non è più funzionale, e la canzone viene eseguita nelle danze di Obon anche fuori da Kyūshū.